# Goed Fortuin
Goed Fortuin es una localidad de Guyana ubicada en la región Islas Esequibo-Demerara Occidental. Según el censo de 2012, tiene una población de 2644 habitantes.